# Serious Sam (gra komputerowa)
Serious Sam – gra first-person shooter wyprodukowana przez Croteam, przeznaczona na konsolę Xbox. Gra została wydana przez Gotham Games 10 listopada 2002 i 10 listopada 2002 roku w Stanach Zjednoczonych oraz 6 grudnia 2002 roku w Europie.

## Rozgrywka
W Serious Sam gracz wciela się w postać Sama Seriousa Stone’a. Jest połączeniem Serious Sam: Pierwsze starcie oraz Serious Sam: Drugie starcie. Przebudowano moduł odpowiedzialny za sterowanie postacią tak by można było grać na gamepadzie. Fabuła gry została osadzona w dalekiej przyszłości, ludzkość przez wiele tysiącleci podbiła duży kawałek wszechświata. Ludzkość w podbijaniu wszechświata natrafiła na duże zło pod postacią nieśmiertelnej istoty znanej jako Tah-Um. Ludzie skorzystali z artefaktu Time Lock, dzięki, któremu wysłano jedną osobę (Sam Serious Stone) do przeszłości by pokonała Tah-Uma. W trakcie wykonywania misji gracz znajdzie się w wielu miejscach na świecie między innymi w Egipcie, Ameryce Południowej, Babilonie oraz w Średniowiecznej Europie. Gra oferuje 36 rozbudowanych poziomów osadzonych w pięciu typach lokacji. Akcja gry może być obserwowana z perspektywy pierwszej lub trzeciej osoby.
Gra zawiera tryb gry wieloosobowej, grę można rozegrać na podzielonym ekranie lub połączyć kilka konsol (maksymalnie czterech graczy).